# Tour de France 1906
Le Tour de France 1906, 4e édition du Tour de France, s'est déroulé du 4 au 29 juillet 1906 sur 13 étapes pour 4 545 km. Il s'agit du second Tour de France à utiliser un système de points (et non au temps) pour calculer le classement général. Les nouveautés de cette année sont des passages à l’étranger (Allemagne, Italie et Espagne) et la flamme rouge. Comme les Tours précédents, la tricherie et les sabotages sont au programme de la course. Quatre coureurs sont d'ailleurs disqualifiés pour avoir pris le train comme raccourci et des spectateurs ont une nouvelle fois jetés des clous sur la route. Toutefois, cela n'a pas empêché René Pottier de prendre une belle avance dans les premières étapes. Libéré de sa tendinite du Tour 1905 qui l'avait obligé à abandonner, il a dominé toute la course.

## Changement par rapport au Tour 1905
L'organisateur du Tour, Henri Desgrange, satisfait des effets bénéfiques de l'augmentation du nombre d'étapes lors du Tour de France 1905, décide d'ajouter deux étapes en plus par rapport au tour précédent. L'introduction d'étapes de montagne ayant également été couronnée de succès, il ajoute au programme des coureurs les Vosges et aussi le Massif central avec les monts d’Or (le Massif central absent en 1905 avait déjà été traversé en 1903 et 1904 avec notamment les cols du Pin-Bouchain et de la République). Contrairement aux années précédentes, les cyclistes qui abandonnent lors d'une étape ne sont pas autorisés à prendre le départ de l'étape suivante.

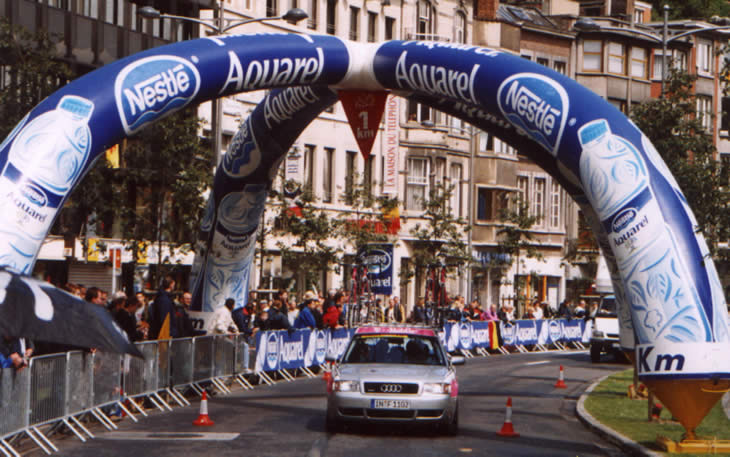
La flamme rouge, qui indique le dernier kilomètre de chaque étape, est introduit lors de ce Tour de France 1906.

Le système de points utilisé lors du Tour de France 1905 avait été satisfaisant pour réduire la tricherie, il est de nouveau utilisé par les organisateurs du Tour dans ce Tour 1906. Il est cependant légèrement modifié : alors qu'en 1905, les différences de temps avaient encore de l'effet sur la répartition des points, en 1906 le temps n'avait plus incidence sur le calcul du classement. Les points sont dorénavant distribués seulement en fonction de l'ordre d'arrivée de chaque étape. Le vainqueur de l'étape reçoit un point, le deuxième deux points, etc. Après la huitième étape, seulement 16 cyclistes sont encore en course. Le classement est "nettoyé", les résultats des huit premières étapes sont recalculées, avec seulement les coureurs en lice et les points sont redistribués entre les coureurs restants, conformément à leurs positions obtenues lors de ces étapes.
La première étape s'achève à Lille et la deuxième étape commence à Douai, c'est la première fois qu'une étape ne démarre pas dans la ville où l'étape précédente se termine. De même, pour la première fois, le peloton se rend dans un pays différent, durant 70 kilomètres lors de la deuxième étape l'Allemagne (l’Alsace-Moselle fait alors partie de l'Allemagne) est traversée ; plus tard, la course passe à Vintimille en Italie lors de l’étape Grenoble-Nice et à Irun en Espagne lors de Toulouse-Bayonne. Le Tour 1906 a également vu l'introduction de la flamme rouge, un drapeau rouge qui indique que les cyclistes n'ont qu'un seul kilomètre à parcourir pour rallier la ligne d'arrivée.
Le départ du Tour a lieu au Vélodrome Buffalo et l'arrivée finale au Parc des Princes.

## Déroulement de la course

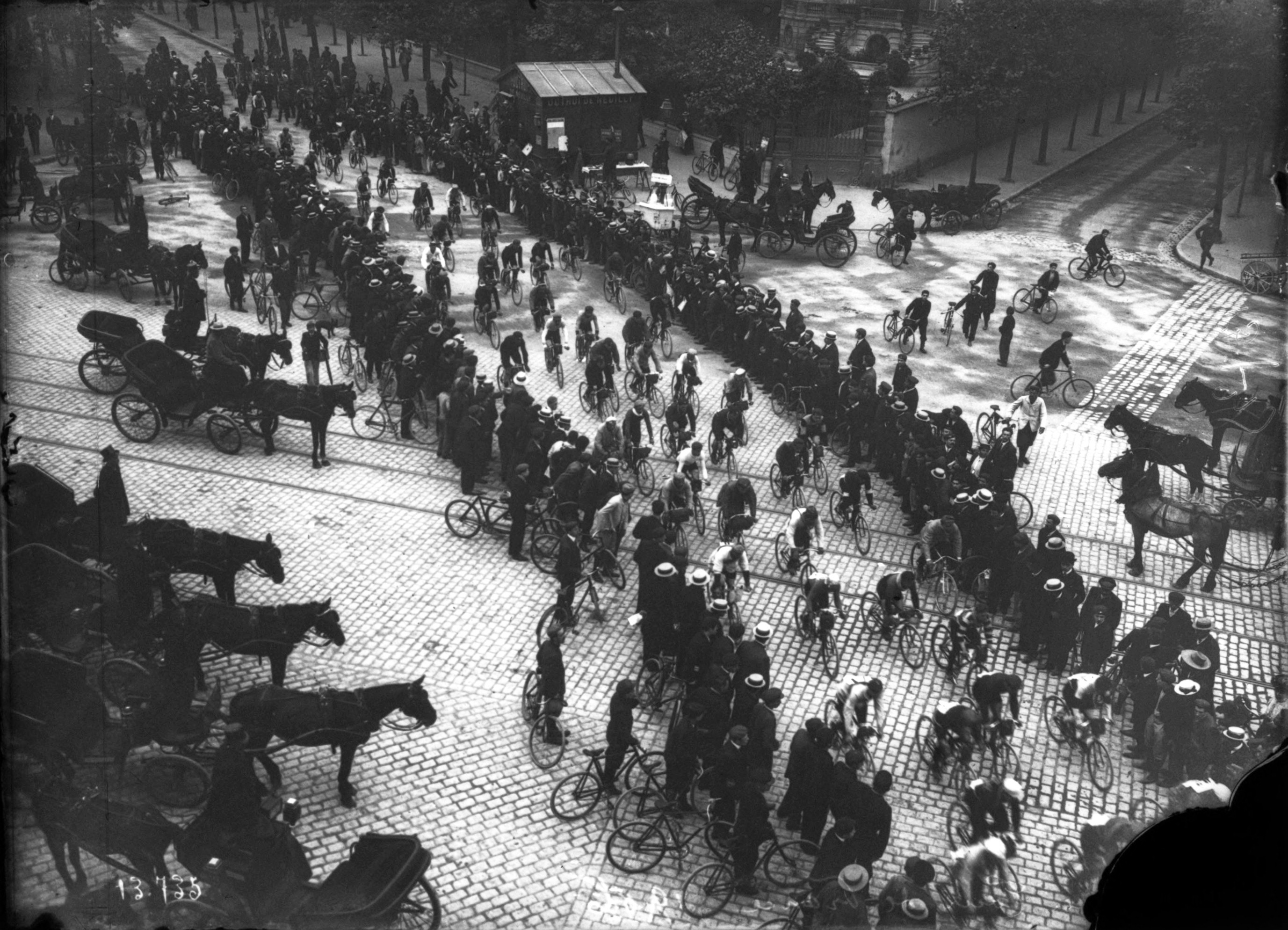
Le départ de la 1e étape du Tour de France 1906 vu d'une fenêtre du 3e étage à Neuilly.

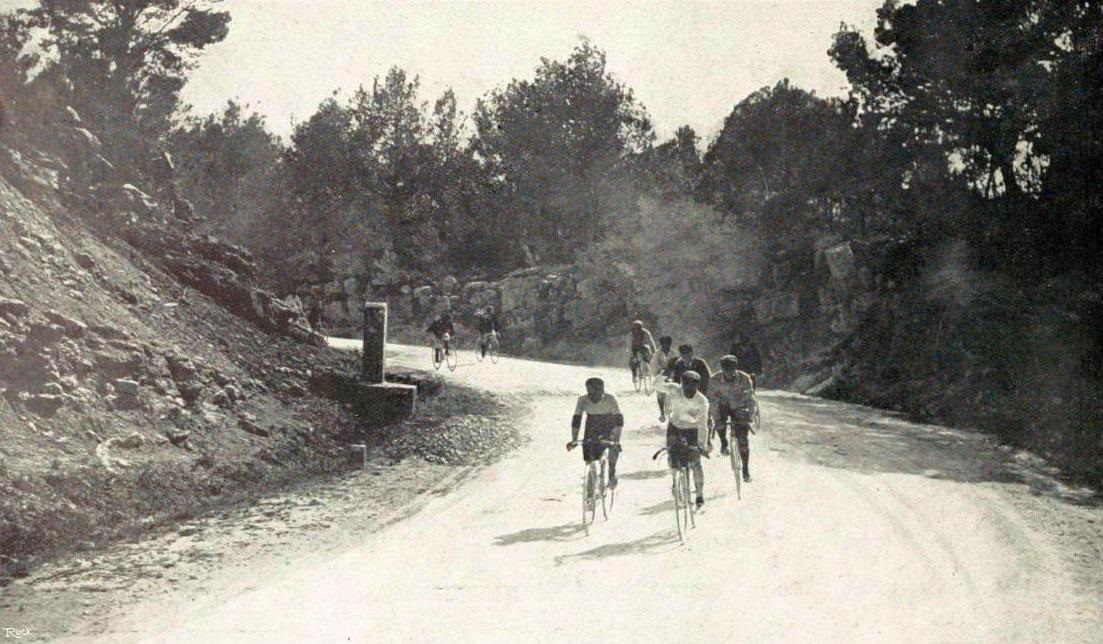
Vue entre le Var et les Bouches-du-Rhône.

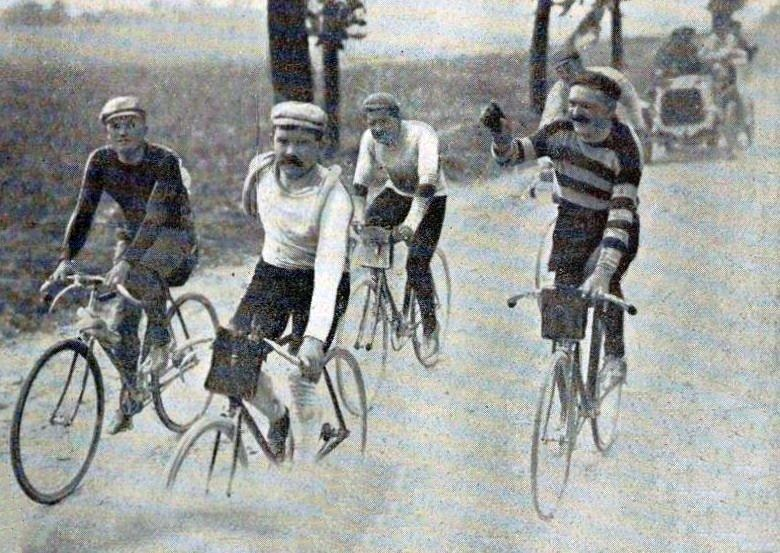
Avant la côte de Beaucourt, Aucouturier plaisante avec Trousselier et Cadolle.

Dès la première étape, on retrouve des manifestants contre le Tour de France. Des clous sont jetés sur la route et tous les cyclistes, sauf Lucien Petit-Breton, crèvent. Le quotidien sportif L'Auto, organisateur de l'épreuve, titre en première page « Hooligan ». La première étape est remportée par Émile Georget au sprint. Dans la deuxième étape, René Pottier s'arrête après 175 kilomètres en raison d'un problème mécanique, et il perd 58 minutes pour le réparer. Les autres principaux prétendants à la victoire finale travaillent ensemble pour distancer définitivement Pottier. Mais celui-ci entame une poursuite de 200 kilomètres, il les rattrape à 25 kilomètres de l'arrivée, et remporte finalement l'étape avec une marge de 1 minute et 30 secondes sur Lucien Petit-Breton et plus de 9 minutes sur les autres. Dans la troisième étape, quatre cyclistes (Julien Gabory, Henri Gauban, Gaston Tuvache et Maurice Carrere) sont disqualifiés pour avoir pris le train. Le col du ballon d'Alsace, qui avait été franchi l'année précédente, est de nouveau au programme. Tout comme l'année précédente, c'est Pottier qui le grimpe en tête. Il remporte également l'étape avec plus de trois quarts d'heure d'avance sur le reste des coureurs. Pottier s'impose également lors de la quatrième étape après s’être échappé dans la côte des Chères dans les monts d’Or. Dans la cinquième étape, il se retrouve seul en tête avec une heure d'avance à la mi-course. Il décide de s'arrêter, entre dans un bar, commande une bouteille de vin, et la boit presque entièrement. Lorsqu'il voit passer ses poursuivants une heure après, Pottier remonte sur son vélo, les rejoint et remporte l'étape.
À ce stade de la course, Pottier est largement en tête du classement général. Le vainqueur du Tour de France 1905, Louis Trousselier, qui a eu une mauvaise première moitié de Tour, est loin derrière avec de nombreux points de retard. Cependant, il retrouve la forme dans la deuxième moitié de la course et remporte les 7e, 9e, 10e et 11e étapes, et se replace pour la bataille de la deuxième place. Georges Passerieu propriétaire de la deuxième place, défend sa position en remportant la 12e étape. Dans la dernière étape, Pottier conclut son succès au classement final en gagnant l'étape, après avoir battu au sprint son dauphin Georges Passerieu.
Après la 13e étape, la course est suivie de deux tours chronométrés sur le Vélodrome de Paris, dont le résultat n'est pas été pris en compte pour le classement général. Le vainqueur est Émile Georget, qui termine les 1 332 mètres en 2 minutes et 7 secondes,.
Les frères Wattelier (Édouard et Antony) et les frères Georget (Émile et Léon) sont les premiers frères à terminer le Tour.

## Résultats

### Les étapes
| Étape,    | Date       | Villes étapes                     |                   | Distance (km) | Vainqueur d’étape                             | Leader du classement général |
| --------- | ---------- | --------------------------------- | ----------------- | ------------- | --------------------------------------------- | ---------------------------- |
| 1re étape | 4 juillet  | Paris - Vélodrome Buffalo – Lille | Étape de plaine   | 275           | Émile Georget (en 10 h 15)                    | Émile Georget                |
| 2e étape  | 6 juillet  | Douai – Nancy                     | Étape de plaine   | 400           | René Pottier (en 14 h 21 min 30 s)            | René Pottier                 |
| 3e étape  | 8 juillet  | Nancy – Dijon                     | Étape de montagne | 416           | René Pottier (en 15 h 18 min 41 s)            | René Pottier                 |
| 4e étape  | 10 juillet | Dijon – Grenoble                  | Étape de plaine   | 311           | René Pottier (en 10 h 32 min 35 s)            | René Pottier                 |
| 5e étape  | 12 juillet | Grenoble – Nice                   | Étape de montagne | 345           | René Pottier (en 12 h 27 min 0 s)             | René Pottier                 |
| 6e étape  | 14 juillet | Nice – Marseille                  | Étape de plaine   | 292           | Georges Passerieu (en 11 h 21 min 17 s)       | René Pottier                 |
| 7e étape  | 16 juillet | Marseille – Toulouse              | Étape de plaine   | 480           | Louis Trousselier (en 17 h 24 min 0 s)        | René Pottier                 |
| 8e étape  | 18 juillet | Toulouse – Bayonne                | Étape de plaine   | 300           | Jean-Baptiste Dortignacq (en 10 h 46 min 2 s) | René Pottier                 |
| 9e étape  | 20 juillet | Bayonne – Bordeaux                | Étape de plaine   | 338           | Louis Trousselier (en 12 h 3 min 0 s)         | René Pottier                 |
| 10e étape | 22 juillet | Bordeaux – Nantes                 | Étape de plaine   | 391           | Louis Trousselier (en 15 h 21 min 0 s)        | René Pottier                 |
| 11e étape | 24 juillet | Nantes – Brest                    | Étape de plaine   | 321           | Louis Trousselier (en 12 h 54 min 0 s)        | René Pottier                 |
| 12e étape | 26 juillet | Brest – Caen                      | Étape de plaine   | 415           | Georges Passerieu (en 18 h 25 min 0 s)        | René Pottier                 |
| 13e étape | 29 juillet | Caen – Paris - Parc des Princes   | Étape de plaine   | 259           | René Pottier (en 8 h 4 min 52 s)              | René Pottier                 |

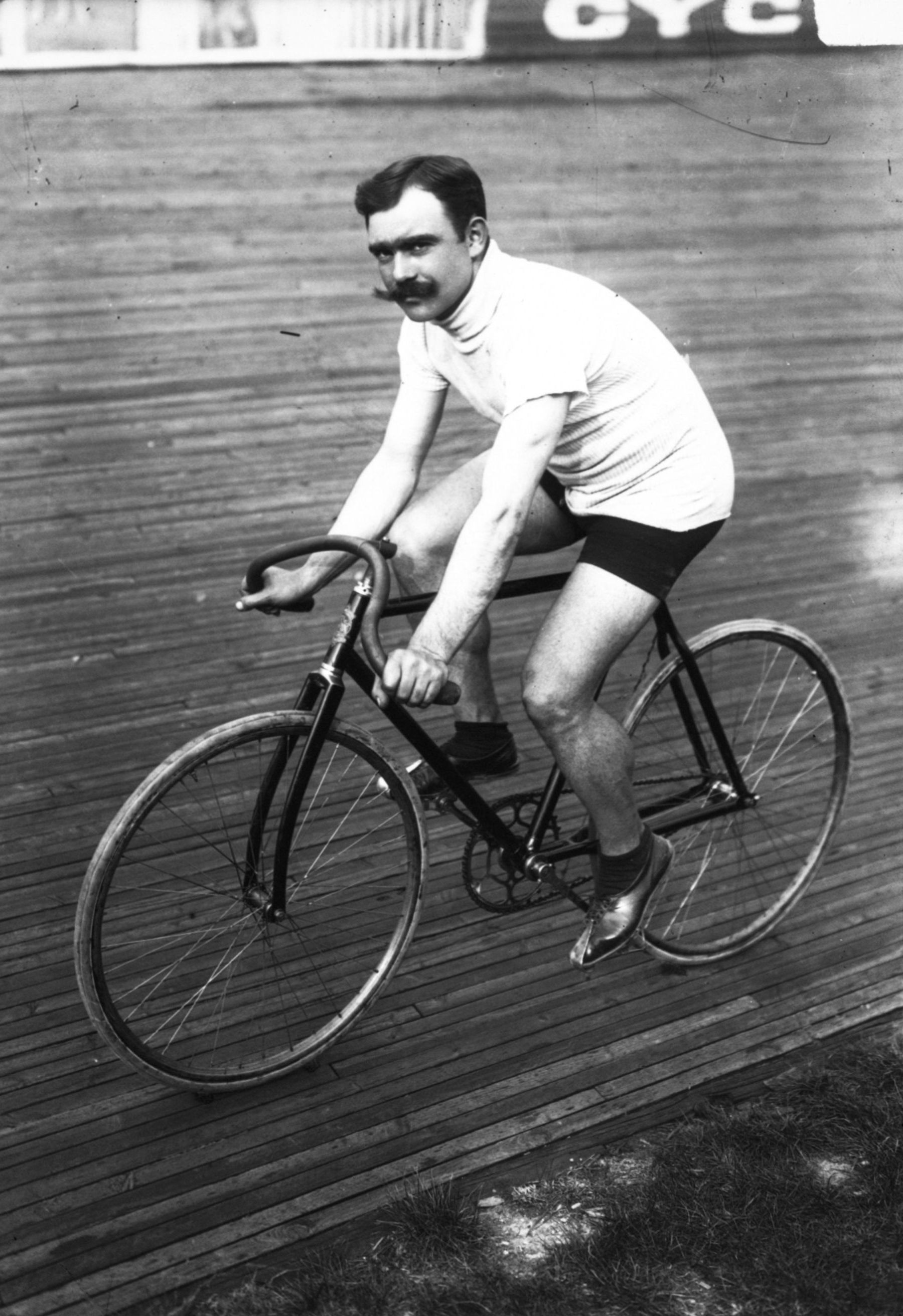
Louis Trousselier, vainqueur de quatre étapes du Tour de France 1906.

Note : en 1906, il n'y a aucune distinction entre les étapes de plaine ou de montagne ; les icônes indiquent simplement la présence ou non d'ascensions durant l'étape.

### Classement général
Initialement, 100 coureurs sont inscrits à la course, 78 signent la feuille de départ de la première étape, finalement seuls 76 d'entre eux prennent le départ. Seulement 49 cyclistes terminent la première étape, 37 la deuxième étape, 29 la suivante et 16 la huitième. À ce stade, les points donnés dans les huit premières étapes sont redistribués entre les coureurs restants en fonction de leurs positions dans ces étapes. À la fin du Tour de France, le nombre d'arrivants est de seulement 14.

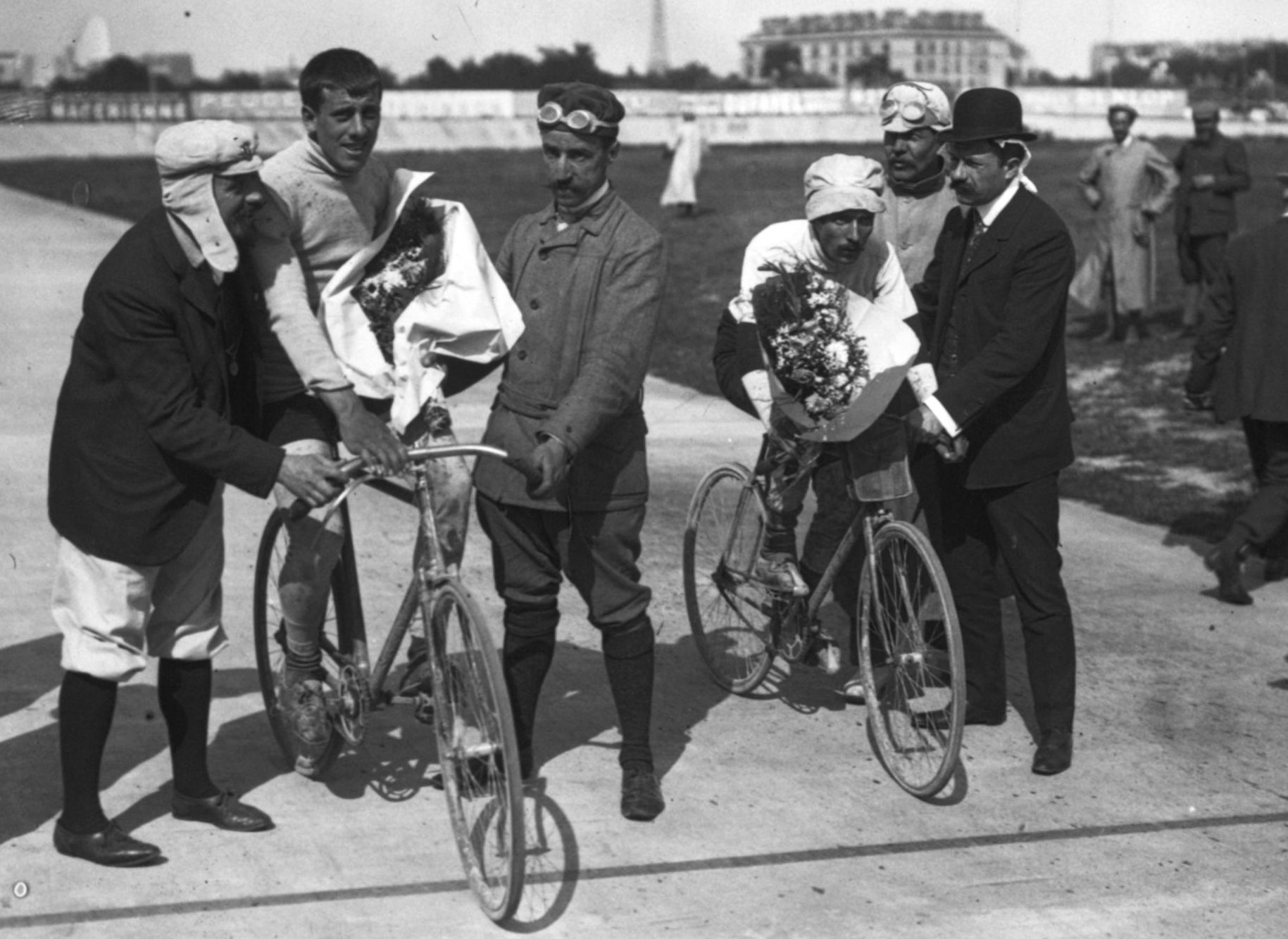
Tour d'honneur des vainqueurs René Pottier et Georges Passerieu

| Classement général final | Classement général final | Classement général final | Classement général final | Classement général final | Classement général final |
|                          | Coureur                  | Pays                     | Équipe                   |                          | Point(s)                 |
| ------------------------ | ------------------------ | ------------------------ | ------------------------ | ------------------------ | ------------------------ |
| 1er                      | René Pottier             | France                   | Peugeot                  |                          | 31                       |
| 2e                       | Georges Passerieu        | France                   | Peugeot                  |                          | 39                       |
| 3e                       | Louis Trousselier        | France                   | Peugeot                  |                          | 61                       |
| 4e                       | Lucien Petit-Breton      | France                   | Peugeot                  |                          | 65                       |
| 5e                       | Émile Georget            | France                   | Alcyon–Dunlop            |                          | 80                       |
| 6e                       | Aloïs Catteau            | Belgique                 | Alcyon–Dunlop            |                          | 129                      |
| 7e                       | Édouard Wattelier        | France                   | Labor                    |                          | 137                      |
| 8e                       | Léon Georget             | France                   | Alcyon–Dunlop            |                          | 152                      |
| 9e                       | Eugène Christophe        | France                   | Labor                    |                          | 156                      |
| 10e                      | Antony Wattelier (de)    | France                   | Alcyon–Dunlop            |                          | 168                      |
| 11e                      | Georges Fleury           | France                   | Rochet                   |                          | 201                      |
| 12e                      | Ferdinand Payan          | France                   | Chapmeyrache-MIC Cycles  |                          | 222                      |
| 13e                      | Léon Winant              | France                   | —                        |                          | 241                      |
| 14e                      | Georges Bronchard (en)   | France                   | Biguet                   |                          | 256                      |
| modifier                 |                          |                          |                          |                          |                          |

### Autres classements
Lucien Petit-Breton remporte le classement des « machines poinçonnées ».
L'Auto nomme René Pottier meilleur grimpeur. Ce titre qui n'est pas officiel est le précurseur du Grand Prix de la montagne.

## Retombées
Les organisateurs du Tour n'ont pas apporté beaucoup de changements aux règles et au parcours pour l'édition suivante. Le système de points sera conservé sous cette forme jusqu'en 1911, pour être changé un peu en 1912 avant d'être remplacé par le système au temps en 1913. La flamme rouge qui a été introduite en 1906 pour indiquer le dernier kilomètre d'une étape est également conservée et est toujours utilisée.
René Pottier ne défendra pas son titre en 1907, car il s'est suicidé après avoir découvert que sa femme avait eu une liaison alors qu'il était sur le Tour. Petit-Breton et Georget seront au départ au Tour 1907 et se battront pour la victoire, qui sera remportée par Petit-Breton.
Pour honorer les performances de Pottier sur le ballon d'Alsace, un monument est placé en son hommage au sommet de cette montagne.